# Josef Gerö
Josef Gerö, ungarisch József Gerő (* 23. September 1896 in Maria Theresiopel, Österreich-Ungarn; † 28. Dezember 1954 in Wien) war ein österreichischer Jurist und parteiloser Politiker. Gerö amtierte außerdem als Präsident des ÖFB und Vizepräsident der UEFA.

## Leben
Josef Gerö stammte aus einer ungarischstämmigen Familie, zog allerdings bereits früh nach Wien, wo er Volksschule und Gymnasium absolvierte und an der Universität Wien Rechtswissenschaften studierte. Während des Ersten Weltkriegs war er Artillerieoffizier. Nach seiner Promotion 1921 trat er in den Gerichtsdienst ein und wurde 1926 zum Richter beim Bezirksgericht Baden bei Wien ernannt. Noch im selben Jahr wurde Josef Gerö Staatsanwalt in Wiener Neustadt. 1934 wurde er nach Wien ins Justizministerium ins „Straf- und Gnadenreferat politischer Natur“ berufen, wo er für Personalangelegenheiten sowie die Verfolgung politischer Delikte zuständig war. Dieses Referat war vermutlich eine nachgeordnete Dienststelle der Abteilung 4 (Straf- und Gnadensachen), deren Leiter Gerö 1937 bis 1938 war. Parallel dazu arbeitete er ab 1936 als Erster Staatsanwalt.

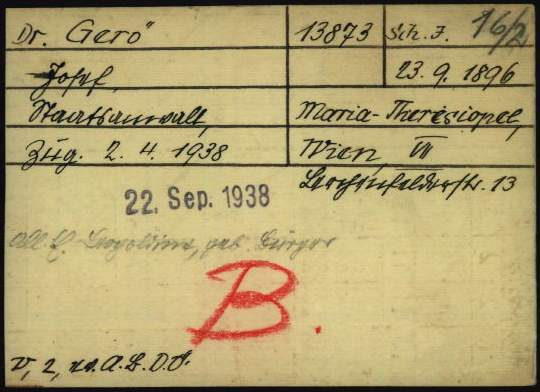
Registrierungskarte von Josef Gerö als Gefangener im nationalsozialistischen Konzentrationslager Dachau

Obwohl parteilos, wurde er nach der Annexion Österreichs durch das Deutsche Reich am 12. März 1938 wegen seiner beruflichen Tätigkeit sowie seiner Eigenschaft als „Halbjude“ im Sinne der Nürnberger Gesetze von der Gestapo festgenommen und am 1. April 1938 (mit dem sogenannten Prominententransport) in das Konzentrationslager Dachau deportiert, später ins Konzentrationslager Buchenwald verlegt. Nach 16-monatiger Haft wurde Gerö wieder freigelassen und ließ sich in Zagreb in Jugoslawien nieder und wurde Prokurist in einer Textilfirma. Im Jahre 1941 wurde er wieder von der Gestapo verhaftet, später aber schuldlos entlassen und im Jahre 1944 nach Wien zurückgebracht, wo er Exportleiter bei einer Seidenfabrik wurde.
Nach Kriegsende war er auf Vorschlag der SPÖ bis 1949 und 1952–1954 österreichischer Justizminister (siehe Bundesregierung Figl I bis Figl III und Raab I). In der Zwischenzeit war Gerö Präsident des Oberlandesgerichts Wien. Da er Opfer des NS-Regimes gewesen war, sah man in der SPÖ darüber hinweg, dass er 1934 bis 1938 als Staatsanwalt an der Verfolgung von revolutionären Sozialisten und Februarkämpfern mitgewirkt hatte.
Gerö war bereits als Schüler in Wien begeisterter Fußballspieler und rief gemeinsam mit seinen Freunden den FC Libertas Wien ins Leben, der es in seiner Geschichte bis in die höchste österreichische Spielklasse schaffte. Schon bald übernahm der rechte Verteidiger in seinem Klub das Amt des Schriftführers, später das des Präsidenten. 1927 wurde Gerö schließlich Präsident des Wiener Fußballverbandes und hatte diese Position bis zu seiner Verhaftung durch die Nationalsozialisten inne. 1945 wurde Gerö erster Präsident des wieder belebten ÖFB und übte dieses Amt bis zu seinem Tode aus. Zudem wurde er am 22. Juni 1954 zum ersten Vizepräsidenten der UEFA bestellt. Außerdem war er 1946 bis 1954 Präsident des ÖOC. Er wurde am Döblinger Friedhof bestattet.
Gerö war Vater von Heinz Gerö, der ebenfalls Präsident des ÖFB wurde. Er war Großvater von Thomas Blimlinger, dem ersten Bezirksvorsteher der Grünen im 7. Wiener Gemeindebezirk, von Eva Blimlinger, Rektorin der Akademie der bildenden Künste in Wien, und Marianne Afifi, Bibliothekarin in Los Angeles.

## Ehrungen
Gerö war Ehrenpräsident des Wiener Fußballverbandes. Seine größte Ehrung war jedoch die Trophäe, die im Rahmen des Europapokals der Fußballnationalmannschaften vergeben wird und 1954 Dr.-Gerö-Gedächtnispokal benannt wurde. Im Jahr 1973 wurde in Wien-Liesing (23. Bezirk) die Gerögasse nach ihm benannt.
- == Literatur ==
- Gerö, Josef, in: Werner Röder, Herbert A. Strauss (Hrsg.): Biographisches Handbuch der deutschsprachigen Emigration nach 1933. Band 1: Politik, Wirtschaft, Öffentliches Leben. München: Saur, 1980, S. 219